# Базошу-Ноу
Базошу-Ноу (рум. Bazoșu Nou) — село у повіті Тіміш в Румунії. Входить до складу комуни Буковец.
Село розташоване на відстані 395 км на північний захід від Бухареста, 14 км на схід від Тімішоари.

## Населення
За даними перепису населення 2002 року у селі проживали 260 осіб, з них 259 осіб (99,6%) румунів. Усі жителі села рідною мовою назвали румунську.